# Clive Limpkin
Clive Limpkin (4. září 1937 – 13. května 2020 Londýn) byl britský fotožurnalista a spisovatel.

## Životopis
Limpkin se narodil v roce 1937 ve Velké Británii. V šedesátých a sedmdesátých letech pracoval jako fotoreportér pro deník The Sun a poté začal pracovat pro Daily Mail. Pracoval také jako fotograf na volné noze pro Daily Express, The Sunday Times a The Observer.
Jeho fotografie z bitvy o Bogside v Derry, na které Paddy Coyle drží Molotovův koktejl a na sobě má plynovou masku, se stala ikonou. Stal se editorem v časopise A La Carte a následně opustil svět žurnalistiky, aby se zaměřil na fotografii a cestování.
Clive Limpkin zemřel ve svém domě v Londýně dne 13. května 2020 ve věku 82 let v důsledku nádoru na mozku.

## Publikace
- The Battle of Bogside (1972)
- India Exposed: The Subcontinent A-Z (2009)
- Lost in the Reptile House (2013)
- Talk to me America (2014)

## Výstavy
- The Petrol Bomber (1994)[5]
- Picturing Derry (2013)[6]

## Ceny a ocenění
- Zlatá medaile Roberta Capy za knihu The Battle of Bogside (1973)[7]
- 1. cena Single General Feature Photos soutěže World Press Photo za snímek „Syn fotografa v zahradě“ (1976)[8]